# Phelsuma vanheygeni
Phelsuma vanheygeni is een hagedis die behoort tot de gekko's. Het is een van de soorten madagaskardaggekko's uit het geslacht Phelsuma.

## Naam en indeling
De wetenschappelijke naam van de soort werd voor het eerst voorgesteld door Achim Lerner in 2004. De soortaanduiding vanheygeni is een eerbetoon aan een zekere Emmanuel van Heygen, die het holotype verzamelde.

## Uiterlijke kenmerken
Phelsuma vanheygeni bereikt een kopromplengte tot 3,5 centimeter en een totale lichaamslengte inclusief staart tot acht cm. De hagedis heeft een groene kleur en heeft een vage tekening zonder strepen. Het aantal schubbenrijen op het midden van het lichaam bedraagt 80 tot 82.

## Verspreiding en habitat
De soort komt voor in delen van Afrika en leeft endemisch in het noorden van Madagaskar. De habitat bestaat uit droge tropische en subtropische bossen en vochtige tropische en subtropische laaglandbossen. De soort is aangetroffen op een hoogte van ongeveer 50 tot 400 meter boven zeeniveau.

## Beschermingsstatus
Door de internationale natuurbeschermingsorganisatie IUCN is de beschermingsstatus 'bedreigd' toegewezen (Endangered of EN).